# Nitromethaqualon
Nitromethaqualon ist eine psychoaktive Substanz und wurde in den 1960er Jahren als Beruhigungsmittel auf den europäischen Pharmamarkt eingeführt. Die Verbindung ist etwa zehnmal stärker wirksam als Methaqualon, wurde jedoch aufgrund ihrer mutagenen Eigenschaften vom Markt genommen. Nitromethaqualon ist ein Analog von Methaqualon und gehört zu der Gruppe der Chinazoline.

## Pharmakologische Eigenschaften
Nitromethaqualon ist nasal, oral und inhalativ wirksam. Nitromethaqualon gehört zur Wirkstoffgruppe der Sedativa mit folgenden spürbaren Effekten:
- Physisch: Koordinationsstörungen, Muskelzuckungen, Juckreiz, Schwindel und Bewusstlosigkeit[3]

Intranasal konsumiert halten die Effekte für etwa 1–3 Stunden an.